# Мео, Антониетта
Досточтимая Антониетта Мео (итал. Antonietta Meo; 15 декабря 1930, Рим — 3 июля 1937, там же) — итальянская девочка, которая может стать самой юной святой в истории Римско-католической церкви. 17 декабря 2007 года римский папа Бенедикт XVI подписал декрет, объявляющий Антониетту Мео досточтимой и инициировавший процесс будущей беатификации Антониетты Мео.

## Биография

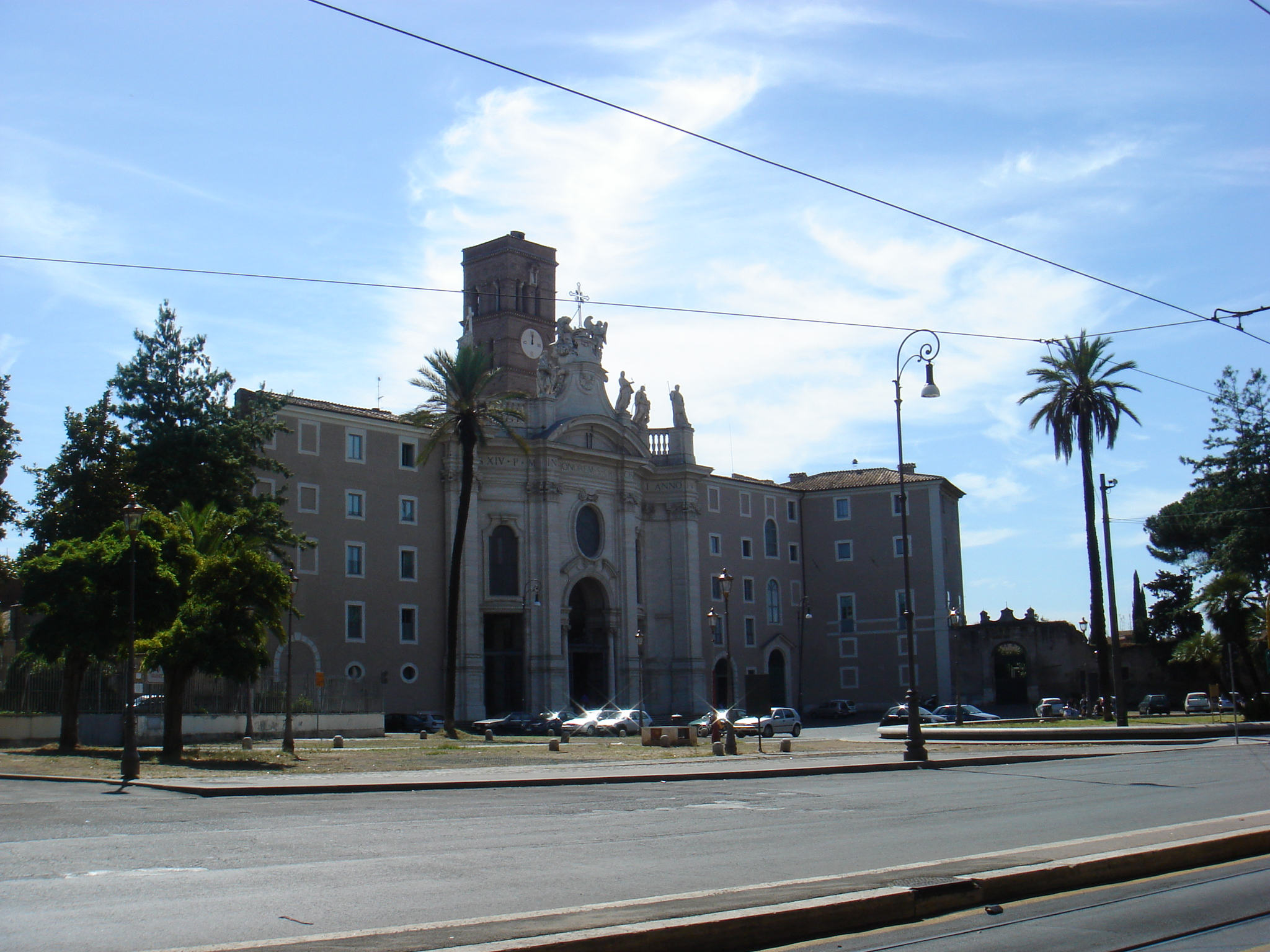
Базилика Святого Креста, в которой хранятся останки досточтимой Антониетты Мео

Антониетта Мео родилась 15 декабря 1930 года в семье среднего класса. В возрасте пяти лет во время игры она повредила ногу. Рана долго не заживала. Врачи диагностировали у неё остеосаркому. После ампутации ноги Антониетта стойко переносила испытания. Во время болезни Антониетта написала около ста писем к Богу, которые католические богословы классифицируют как экстраординарные для шестилетнего ребёнка. В первое время она сама диктовала эти заметки своей матери, позже она стала писать стихи и заметки самостоятельно, оставляя их возле распятия. Во многих своих заметках она описывает «святые видения». Антониетта рассматривала потерю своей ноги как жертву Иисусу для обращения грешников. В начале июня 1937 года за месяц до своей смерти она приняла Первое Причастие и таинство Елеосвящения.

## Прославление
В 1972 году дело о причислении Антониетты Мео к лику святых было передано Ватиканской Конгрегации по канонизации святых. 17 декабря 2007 года папа Бенедикт XVI объявил её досточтимой и подписал декрет, в котором подтверждает героические добродетели Антониетты Мео и объявляет начало беатификационного процесса причисления Антониетты Мео к лику блаженных.
В 1999 году останки Антониетты Мео были помещены в базилике Святого Креста в Риме, где она приняла крещение и принимала участие в католических богослужениях.